# Kanonische Zerlegung
Im mathematischen Gebiet der Darstellungstheorie ist die kanonische Zerlegung eine Zerlegung von Darstellungen in einfachere Darstellungen.

## Vollständig reduzible Darstellungen
Eine Darstellung {\displaystyle \rho } einer Gruppe {\displaystyle G} ist ein Homomorphismus von {\displaystyle G} in die Automorphismengruppe {\displaystyle \operatorname {Aut} (V)} eines gegebenen Vektorraums {\displaystyle V}. Die Gruppenverknüpfung in {\displaystyle G} entspricht dem Hintereinanderausführen von Automorphismen in {\displaystyle V}:
{\displaystyle \rho (gh)=\rho (g)\rho (h)}. Wenn {\displaystyle V} ein {\displaystyle n}-dimensionaler Vektorraum über einem Körper {\displaystyle K} ist, dann besteht die Darstellung dementsprechend aus invertierbaren {\displaystyle n\times n}-Matrizen mit Koeffizienten aus {\displaystyle K}.
Die Darstellung {\displaystyle \rho } (bzw. der Darstellungsraum {\displaystyle V}) heißt irreduzibel, falls es nur die beiden trivialen {\displaystyle G}-invarianten Unterräume {\displaystyle 0\ (=\{0\})} und {\displaystyle V\ (\neq 0)} von {\displaystyle V} gibt. Ist {\displaystyle \rho } eine direkte Summe von irreduziblen Darstellungen von G, so heißt {\displaystyle \rho } vollständig reduzibel. Insbesondere ist jede irreduzible Darstellung vollständig reduzibel.
Jede Darstellung einer endlichen Gruppe in einen endlich-dimensionalen komplexen Vektorraum ist vollständig reduzibel, siehe Weyls unitärer Trick. Allgemeiner gilt für eine Darstellung einer endlichen Gruppe {\displaystyle G} in einen Vektorraum {\displaystyle V} über einem Körper der Charakteristik {\displaystyle 0} stets:

Sei {\displaystyle W} ein {\displaystyle G}-invarianter Unterraum von {\displaystyle V.} Dann existiert das Komplement {\displaystyle \textstyle W^{0}} von {\displaystyle W} in {\displaystyle V} und {\displaystyle \textstyle W^{0}} ist ebenfalls {\displaystyle G}-invariant.
Dieses Resultat gilt allgemeiner auch für Darstellungen kompakter Gruppen:

Jede lineare Darstellung kompakter Gruppen über einem Körper der Charakteristik {\displaystyle 0} ist eine direkte Summe irreduzibler Darstellungen.

In der Formulierung der {\displaystyle K[G]}-Moduln bedeutet dies: Ist {\displaystyle {\text{char}}(K)=0,} so ist die Gruppenalgebra {\displaystyle K[G]} halbeinfach, d. h., sie ist die direkte Summe einfacher Algebren.

Diese Zerlegung ist nicht eindeutig. Allerdings hängt die Anzahl der auftretenden Teildarstellungen, die zu einer gegebenen irreduziblen Darstellung isomorph sind, nicht von der gewählten Zerlegung ab.

## Die kanonische Zerlegung
Um eine eindeutige Zerlegung zu bekommen, fasst man alle zueinander isomorphen irreduziblen Teildarstellungen zusammen.
Man zerlegt den Darstellungsraum also in die direkte Summe seiner Isotypen.
Diese Zerlegung ist eindeutig. Sie heißt die kanonische Zerlegung.
{\displaystyle V=\bigoplus _{k}V_{k}},
wobei jedes {\displaystyle V_{k}} die Summe von {\displaystyle n_{k}} Kopien einer irreduziblen Darstellung {\displaystyle W_{k}} ist. Man hat also
{\displaystyle V=\bigoplus _{k}W_{k}^{n_{k}}}.
Die Summanden {\displaystyle V_{k}} heißen die Isotypen der Darstellung {\displaystyle V}.

## Eigenschaften
Sei {\displaystyle V=\bigoplus _{k}V_{k}} die kanonische Zerlegung einer Darstellung {\displaystyle V}.
- Jede zu {\displaystyle W_{k}} isomorphe Teildarstellung von {\displaystyle V} ist in {\displaystyle V_{k}} enthalten.
- Die kanonische Zerlegung ist eindeutig, d. h. unabhängig von der ursprünglichen Zerlegung in irreduzible Darstellungen.
- Die Endomorphismenalgebra {\displaystyle End^{G}(V_{k})} ist isomorph zur Matrixalgebra {\displaystyle Mat(n_{k},\mathbb {C} )}.
- Die Endomorphismenalgebra {\displaystyle End^{G}(V)} ist isomorph zur direkten Summe {\displaystyle \bigoplus _{k}Mat(n_{k},\mathbb {C} )}, blockdiagonal bzgl. der kanonischen Zerlegung.

Seien {\displaystyle V=\bigoplus _{k}V_{k},V^{\prime }=\bigoplus V_{k}^{\prime }} kanonische Zerlegungen zweier Darstellungen {\displaystyle V,V^{\prime }}. Dann bildet jeder {\displaystyle G}-äquivariante Homomorphismus
{\displaystyle f\colon V\to V^{\prime }}
{\displaystyle V_{k}} auf {\displaystyle V_{k}^{\prime }} ab.

## Projektionsformel
Sei {\displaystyle (\tau _{j})_{j\in I}} die Familie aller irreduziblen Darstellungen einer Gruppe {\displaystyle G} bis auf Isomorphie. Sei {\displaystyle g={\text{ord}}(G).}
Sei {\displaystyle V} eine Darstellung von {\displaystyle G} und {\displaystyle \{V(\tau _{j})|j\in I\}} die Menge der Isotypen von {\displaystyle V.} Die Projektion {\displaystyle p_{j}\colon V\to V(\tau _{j})} zur kanonischen Zerlegung ist gegeben durch
{\displaystyle p_{j}={\frac {n_{j}}{g}}\sum _{t\in G}{\overline {\chi _{\tau _{j}}(t)}}\rho (t),}
wobei {\displaystyle n_{j}={\text{dim}}(\tau _{j})} und {\displaystyle \chi _{\tau _{j}}} der zu {\displaystyle \tau _{j}} gehörige Charakter ist.
Im Folgenden sehen wir, wie man den Isotyp zur trivialen Darstellung bestimmen kann.
Für jede Darstellung {\displaystyle (\rho ,V)} einer Gruppe {\displaystyle G} mit {\displaystyle g={\text{ord}}(G)} definiere {\displaystyle V^{G}=\{v\in V\mid \rho (s)v=v\,\,\,\,\forall s\in G\}.}

Im Allgemeinen ist {\displaystyle \rho (s)\colon V\to V} nicht {\displaystyle G}-linear.
Setze {\displaystyle \textstyle P:={\frac {1}{g}}\sum _{s\in G}\rho (s)\in {\text{End}}(V).}
Dann ist {\displaystyle P} eine {\displaystyle G}-lineare Abbildung, da {\displaystyle \textstyle \sum _{s\in G}\rho (s)=\sum _{s\in G}\rho (tst^{-1})} für alle {\displaystyle t\in G.}
Proposition
Die Abbildung {\displaystyle P} ist eine Projektion von {\displaystyle V} nach {\displaystyle V^{G}.}
Mit dieser Proposition können wir nun explizit den Isotyp zur trivialen Teildarstellung einer gegebenen Darstellung bestimmen.

Die Anzahl, wie oft die triviale Darstellung in {\displaystyle V} auftritt, ist gegeben durch die Spur von {\displaystyle P.} Dies folgt, da eine Projektion nur die Eigenwerte {\displaystyle 0} und {\displaystyle 1} haben kann und der Eigenraum zum Eigenwert {\displaystyle 1} das Bild der Projektion ist. Da die Spur die Summe der Eigenwerte ist, erhält man somit
{\displaystyle {\text{dim}}(V(1))={\text{dim}}(V^{G})=Tr(P)={\frac {1}{g}}\sum _{s\in G}\chi _{V}(s),}
wobei {\displaystyle V(1)} den Isotyp zur trivialen Darstellung bezeichnet und {\displaystyle g={\text{ord}}(G).}

Sei {\displaystyle V_{\pi }} eine nicht triviale irreduzible Darstellung von {\displaystyle G,} dann ist der Isotyp zur trivialen Darstellung von {\displaystyle \pi } der Nullraum. D. h., es gilt
{\displaystyle P={\frac {1}{g}}\sum _{s\in G}\pi (s)=0.}
Sei {\displaystyle e_{1},\dotsc ,e_{n}} eine Orthonormalbasis von {\displaystyle V_{\pi }.} Dann gilt:
{\displaystyle \sum _{s\in G}{\text{Tr}}(\pi (s))=\sum _{s\in G}\sum _{j=1}^{n}\langle \pi (s)e_{j},e_{j}\rangle =\sum _{j=1}^{n}\langle \sum _{s\in G}\pi (s)e_{j},e_{j}\rangle =0.}
Damit gilt also für eine nicht triviale irreduzible Darstellung {\displaystyle V:}
{\displaystyle \sum _{s\in G}\chi _{V}(s)=0.}

## Beispiele

### Beispiel 1
Sei {\displaystyle G=D_{6}=\{{\text{Id}},\mu ,\mu ^{2},\nu ,\mu \nu ,\mu ^{2}\nu \}} die Diedergruppe der Ordnung {\displaystyle 6} mit Erzeugern {\displaystyle \mu ,\nu ,} für die gilt {\displaystyle {\text{ord}}(\nu )=2,} {\displaystyle {\text{ord}}(\mu )=3} und {\displaystyle \nu \mu \nu =\mu ^{2}}. Sei {\displaystyle \rho \colon D_{6}\to {\text{GL}}_{3}(\mathbb {C} )} eine lineare Darstellung von {\displaystyle D_{6}} auf den Erzeugern definiert durch:
{\displaystyle \rho (\mu )=\left({\begin{array}{ccc}{\text{cos}}({\frac {2\pi }{3}})&0&-{\text{sin}}({\frac {2\pi }{3}})\\0&1&0\\{\text{sin}}({\frac {2\pi }{3}})&0&{\text{cos}}({\frac {2\pi }{3}})\end{array}}\right),\,\,\,\,\rho (\nu )=\left({\begin{array}{ccc}-1&0&0\\0&-1&0\\0&0&1\end{array}}\right).}
Diese Darstellung ist treu. Der Unterraum {\displaystyle \mathbb {C} e_{2}} ist ein {\displaystyle D_{6}}-invarianter Unterraum. Damit ist die Darstellung nicht irreduzibel und es existiert eine Teildarstellung {\displaystyle \textstyle \rho |_{\mathbb {C} e_{2}}\colon D_{6}\to \mathbb {C} ^{\times }} mit {\displaystyle \nu \mapsto -1,\mu \mapsto 1.} Diese Teildarstellung hat Grad 1 und ist irreduzibel.
Das Komplement zu {\displaystyle \textstyle \mathbb {C} e_{2}} ist ebenfalls {\displaystyle D_{6}}-invariant und liefert die Teildarstellung {\displaystyle \textstyle \rho |_{\mathbb {C} e_{1}\oplus \mathbb {C} e_{3}}} mit
{\displaystyle \nu \mapsto {\begin{pmatrix}-1&0\\0&1\end{pmatrix}},\,\,\,\,\mu \mapsto {\begin{pmatrix}{\text{cos}}({\frac {2\pi }{3}})&-{\text{sin}}({\frac {2\pi }{3}})\\{\text{sin}}({\frac {2\pi }{3}})&{\text{cos}}({\frac {2\pi }{3}})\end{pmatrix}}}.
Auch diese Teildarstellung ist irreduzibel. Unsere ursprüngliche Darstellung ist also vollständig reduzibel:
{\displaystyle \textstyle \rho =\rho |_{\mathbb {C} e_{2}}\oplus \rho |_{\mathbb {C} e_{1}\oplus \mathbb {C} e_{3}}}.
Beide Teildarstellungen sind isotypisch und sie sind die einzigen Isotypen ungleich Null von {\displaystyle \rho }.
Die Darstellung {\displaystyle \rho } ist unitär bezüglich des Standardskalarprodukts auf {\displaystyle \textstyle \mathbb {C} ^{3},} da {\displaystyle \rho (\mu )} und {\displaystyle \rho (\nu )} unitär sind.
In dem man einen beliebigen Vektorraumisomorphismus {\displaystyle \textstyle T\colon \mathbb {C} ^{3}\to \mathbb {C} ^{3}} nimmt, kann eine zu {\displaystyle \rho } isomorphe Darstellung definiert werden: Sei {\displaystyle \textstyle \eta \colon D_{6}\to {\text{GL}}_{3}(\mathbb {C} )} definiert durch {\displaystyle \textstyle \eta (s):=T\circ \rho (s)\circ T^{-1}} für alle {\displaystyle s\in D_{6}}.
Man kann nun noch den Definitionsbereich der Darstellung auf eine Untergruppe, z. B. {\displaystyle H=\{{\text{Id}},\mu ,\mu ^{2}\}}, einschränken und erhält so {\displaystyle {\text{Res}}_{H}(\rho ).} Diese Darstellung ist definiert durch das Bild {\displaystyle \rho (\mu )} wie oben angegeben.

### Beispiel 2
Sei {\displaystyle G={\text{Per}}(3)} die Permutationsgruppe in {\displaystyle 3} Elementen. Sei {\displaystyle \rho \colon {\text{Per}}(3)\to {\text{GL}}_{5}(\mathbb {C} )} eine lineare Darstellung von {\displaystyle {\text{Per}}(3)} auf den Erzeugern definiert durch:
{\displaystyle \rho (1,2)=\left({\begin{array}{ccccc}-1&2&0&0&0\\0&1&0&0&0\\0&0&0&1&0\\0&0&1&0&0\\0&0&0&0&1\end{array}}\right),\,\,\rho (1,3)=\left({\begin{array}{ccccc}1&0&0&0&0\\{\frac {1}{2}}&-1&0&0&0\\0&0&0&0&1\\0&0&0&1&0\\0&0&1&0&0\end{array}}\right),\,\,\rho (2,3)=\left({\begin{array}{ccccc}0&-2&0&0&0\\-{\frac {1}{2}}&0&0&0&0\\0&0&1&0&0\\0&0&0&0&1\\0&0&0&1&0\end{array}}\right).}
Dann lässt sich diese Darstellung auf den ersten Blick zerlegen in die linksreguläre Darstellung der {\displaystyle {\text{Per}}(3),} hier bezeichnet mit {\displaystyle \pi ,} und die Darstellung {\displaystyle \eta \colon {\text{Per}}(3)\to {\text{GL}}_{2}(\mathbb {C} )} mit
{\displaystyle \eta (1,2)={\begin{pmatrix}-1&2\\0&1\end{pmatrix}},\,\,\eta (1,3)={\begin{pmatrix}1&0\\{\frac {1}{2}}&-1\end{pmatrix}},\,\,\,\eta (2,3)={\begin{pmatrix}0&-2\\-{\frac {1}{2}}&0\end{pmatrix}}.}
Mit Hilfe des Irreduzibilitätskriteriums für Charaktere erkennen wir, dass {\displaystyle \eta } irreduzibel und {\displaystyle \pi } nicht irreduzibel ist. Denn es gilt {\displaystyle (\eta |\eta )=1,(\pi |\pi )=2} für das Skalarprodukt von Charakteren.

Der Unterraum {\displaystyle \mathbb {C} (e_{1}+e_{2}+e_{3})} von {\displaystyle \mathbb {C} ^{3}} ist unter der linksregulären Darstellung invariant. Eingeschränkt auf diesen Unterraum ergibt sich die triviale Darstellung.

Das orthogonale Komplement zu {\displaystyle \mathbb {C} (e_{1}+e_{2}+e_{3})} ist {\displaystyle \mathbb {C} (e_{2}-e_{1})\oplus \mathbb {C} (e_{1}+e_{2}-2e_{3}).} Eingeschränkt auf diesen Unterraum, der nach obigen Resultaten ebenfalls {\displaystyle G}-invariant ist, ergibt sich die Darstellung {\displaystyle \tau ,} die gegeben ist durch
{\displaystyle \tau (1,2)={\begin{pmatrix}-1&0\\0&1\end{pmatrix}},\,\,\,\tau (1,3)={\begin{pmatrix}{\frac {1}{2}}&{\frac {3}{2}}\\{\frac {1}{2}}&-{\frac {1}{2}}\end{pmatrix}},\,\,\,\,\tau (2,3)={\begin{pmatrix}{\frac {1}{2}}&-{\frac {3}{2}}\\-{\frac {1}{2}}&-{\frac {1}{2}}\end{pmatrix}}.}
Wie oben prüft man mit dem Irreduzibilitätskriterium für Charaktere nach, dass {\displaystyle \tau } irreduzibel ist.
Nun sind aber {\displaystyle \eta } und {\displaystyle \tau } isomorph, da {\displaystyle \eta (s)=B\circ \tau (s)\circ B^{-1}} für alle {\displaystyle s\in {\text{Per}}(3)} gilt, wobei {\displaystyle B\colon \mathbb {C} ^{2}\to \mathbb {C} ^{2}} gegeben ist durch die Matrix
{\displaystyle M_{B}={\begin{pmatrix}2&2\\0&2\end{pmatrix}}.}
Wir bezeichnen die triviale Darstellung vorübergehend mit {\displaystyle 1.} Eine Zerlegung von {\displaystyle (\rho ,\mathbb {C} ^{5})} in irreduzible Teildarstellungen ist dann: {\displaystyle \rho =\tau \oplus \eta \oplus 1} mit dem Darstellungsraum {\displaystyle \mathbb {C} ^{5}=\mathbb {C} (e_{1},e_{2})\oplus \mathbb {C} (e_{4}-e_{3},e_{3}+e_{4}-2e_{5})\oplus \mathbb {C} (e_{3}+e_{4}+e_{5}).}

Die kanonische Zerlegung ergibt sich, in dem wir alle isomorphen irreduziblen Teildarstellungen zusammenfassen: {\displaystyle \rho _{1}:=\eta \oplus \tau } ist der {\displaystyle \tau }-Isotyp von {\displaystyle \rho } und die kanonische Zerlegung ist gegeben durch
{\displaystyle \rho =\rho _{1}\oplus 1,\,\mathbb {C} ^{5}=\mathbb {C} (e_{1},e_{2},e_{4}-e_{3},e_{3}+e_{4}-2e_{5})\oplus \mathbb {C} (e_{3}+e_{4}+e_{5}).}

## Unendliche bzw. nichtkompakte Gruppen
Dass obige Sätze zur Zerlegung für unendliche Gruppen nicht mehr unbedingt gelten, soll hier an einem Beispiel illustriert werden:
Sei {\displaystyle \textstyle G=\{A\in {\text{GL}}_{2}(\mathbb {C} )|\,A\,\,{\text{ ist}}{\text{ obere}}{\text{ Dreiecksmatrix}}\}.} Dann ist {\displaystyle G} mit der Matrixmultiplikation eine Gruppe unendlicher Mächtigkeit und nicht kompakt. Die Gruppe {\displaystyle G} operiert auf {\displaystyle \mathbb {C} ^{2}} durch Matrix-Vektor-Multiplikation. Wir betrachten die Darstellung {\displaystyle \rho (A)=A} für alle {\displaystyle A\in G.} Der Unterraum {\displaystyle \mathbb {C} e_{1}} ist ein {\displaystyle G}-invarianter Unterraum.

Zu diesem Unterraum existiert nun aber kein {\displaystyle G}-invariantes Komplement. Die Annahme, dass ein solches Komplement existiere, führt zum Widerspruchsresultat, dass jede Matrix über {\displaystyle \mathbb {C} } diagonalisierbar wäre.

D. h., wenn wir unendliche Gruppen betrachten, kann der Fall eintreten, dass eine Darstellung nicht irreduzibel ist, aber trotzdem nicht in die direkte Summe irreduzibler Teildarstellungen zerfällt.